# Коберне
Коберне (пол. Kobierne) — село в Польщі, у гміні Дембе-Вельке Мінського повіту Мазовецького воєводства.
Населення — 291 особа (2011).
У 1975-1998 роках село належало до Седлецького воєводства.

## Демографія
Демографічна структура станом на 31 березня 2011 року:
|          | Загалом | Допрацездатний вік | Працездатний вік | Постпрацездатний вік |
| -------- | ------- | ------------------ | ---------------- | -------------------- |
| Чоловіки | 142     | 35                 | 99               | 8                    |
| Жінки    | 149     | 35                 | 88               | 26                   |
| Разом    | 291     | 70                 | 187              | 34                   |